# هيثم عسيري
هيثم محمد علي عسيري، لاعب كرة قدم سعودي، يلعب كوسط أيمن وأيسر ومهاجم في نادي القادسية السعودي .

## مسيرة اللاعب
بدأ في الفئات السنية في النادي الأهلي وهو من خريجي أكاديمية النادي الأهلي و تم تصعيده للفريق الأول في صيف 2020 و في أول مشاركة له أمام الحزم سجل هدف و صنع هدف و طُرد في المباراة نفسها.
في مباراة الدحيل ضمن مباريات دوري أبطال آسيا 2021 أضاع هيثم فرصة محققة تسببت في عدم تأهل الفريق لدور الـ 16 وصاحبت جدل كبير حوله وأغضب من خلالها محبي النادي الأهلي.

## إنجازاته

### مع النادي الأهلي
- دوري المملكة للبراعم 2013/14.
- دوري المملكة للبراعم 2015/16.
- الدوري السعودي الممتاز لدرجة الناشئين 2018/19.
- بطولة دوري يلو 2023

### مع المنتخب السعودي
- كأس آسيا تحت 23 عام في أوزباكستان 2022.
- التأهل لنهائيات كأس العالم 2022 في قطر.

### كأس العالم 2022
في نوفمبر عام 2022، تم اختيار هيثم عسيري وضمه إلى القائمة النهائية للمنتخب السعودي والمُشاركة بمونديال كأس العالم 2022 في قطر.

### الفردية
- هداف الدوري السعودي الممتاز للناشئين 2018/19.

## وصلات خارجية
- هيثم عسيري على موقع filgoal